# In This Life
In This Life este o melodie a cântăreței Delta Goodrem. Single-ul a fost lansat în 2007 în Australia, atingând poziția cu numărul 1. De asemenea, single-ul a primit disc de platină pentru vânzări de peste 70,000 de unități. Acesta a devenit al optulea #1 al artistei în țara sa natală, Australia. De asemenea, cântecul a atins poziția cu numărul 31 în Noua Zeelandă. Cântecul este înclus pe albumul Delta.

## Clasamente
| Clasament                                 | Poziția Maximă |           |
| ----------------------------------------- | -------------- | --------- |
| Australian Singles Chart                  | 1              |           |
| Australian Airplay Chart                  | 1              |           |
| France Top 100 Airplay                    | 85             |           |
| New Zealand Singles Chart                 | 31             |           |
| Clasament                                 | Poziția Maximă |           |
| Matro Radio Hong Kong                     | 1              |           |
| Japanese MORA International Digital Chart | 1              |           |
| Tokio Hot 100                             | 15             |           |
| U.S. Billboard Hot Adult Top 40 Tracks    | 21             |           |
| Țară (clasament) (2010)                   | Poziția maximă | Referință |
| România (Romania Airplay Top 100)         | 74             | [ 6 ]     |

## Lista Melodiilor
| Australian CD Single 1 (Released: 15 septembrie, 2007) 1. „In This Life” 2. „Take Me Home” :Comes with Bonus Sticker CD Single 2 - Australia (Lansare: 15 septembrie, 2007) 1. „In This Life” 2. „In This Life” (acoustic version) :Comes with bonus poster iTunes - Australia (Lansare: 15 septembrie, 2007) 1. „In This Life” 2. „Breathe In, Breathe Out” | CD Single - Japonia (Lansare: 23 ianuarie, 2008) 1. „In This Life” 2. „Take Me Home” 3. „In This Life” (acustic) Single în format Digital - SUA (Lansat: 15 aprilie, 2008) 1. „In This Life” (Remix) |